# 竹中久次
竹中 久次（たけなか きゅうじ、天保10年（1840年） - 大正2年（1913年）2月14日））は、浅草に牛鍋屋を開くと共に近江牛の流通と畜産市場発展に寄与した近江商人。

## 生涯・人物
竹中久次は、天保10年（1840年）近江国蒲生郡山之上村（現・滋賀県蒲生郡竜王町山之上）の農家の次男に生まれた。13歳で近隣の商家に丁稚奉公に行き、15歳の時に米穀商（近隣農家の米を牛の背に載せ問屋に卸した仲買人業）として独立し『米久』と称した。やがて牛馬の仲買も兼ねるようになった。明治維新後、神戸の異人街（神戸外国人居留地）で牛肉を求めていることを聞くと、神戸に牛を引いて行き食用肉を卸売した。
近いうちに東京では異人ばかりか、日本人の中でも肉は好まれ大いに需要が期待されると考え、米屋の株を他人に譲り、牛5～6頭を引いて東京へ向かった。途中箱根峠で山賊に襲われた所を、偶々通りかかった清水次郎長に助けられたとの逸話が伝えられている。次郎長も若いころ米屋を営んでいたことから、二人の間で大いに話が盛り上がったとされ、以降次郎長の威光から久次が箱根峠で襲われることはなかった。当時食用牛肉は老廃牛の肉が用いられていたため、久次が扱う新鮮な肉はよく売れ、江州牛の名は東京に知れ渡った。
明治12年（1879年）頃、久次は東京に常駐するようになり、近江での牛の仕入れと京都・大阪・神戸での販売などの仕事は弟の留蔵（森嶋家の養子となった）に任せた。明治16年（1883年）東京府浅草区浅草茅町（現・東京都台東区浅草橋）に肉の卸小売店と共に牛鍋屋を、米穀商の時に用いた屋号『米久』の名で開いた。店は次男弥助夫妻に任せたが、浅草の人ごみと美味しさから店は繁盛した。
明治20年代中頃になると食肉を供給する屠場の数が増え、互いに経営を圧迫するようになると、竹中久次と明治21年（1888年）芝に牛鍋屋を開き千束の屠場の払い下げを受けた木村荘平、「東洋の煙草王」と呼ばれた岩谷松平の三人で、乱立する屠場を買収し統廃合の上新たに明治26年（1893年）『日本家畜市場会社』を設立した。久次は同社の専務に就任し、東京市中における市場・流通に形成に大役を果たした。
長男久太郎も日本家畜市場会社の経営に参画し、後に財団法人米久報恩会を設立し、故郷の滋賀県蒲生郡苗村（山之上村は明治22年（1889年）から昭和30年（1955年）まで苗村の大字）で小学校や図書館に寄付を行った。久次については、近代食肉販売業の礎を築いた第一人者として生前の明治45年（1912年）市場内に銅像が建立された（現在は静岡県沼津市内に移設）。大正2年（1913年）2月14日、久次は死去し、芝増上寺において盛大な葬儀が行われ、別院の心光院に葬られた。。